# Hrušov (Mladá Boleslav-i járás)
Hrušov település Csehországban, a Mladá Boleslav-i járásban. Hrušov Brodce, Horky nad Jizerou, Chotětov, Jizerní Vtelno és Písková Lhota településekkel határos. Lakosainak száma 234 fő (2024. január 1.).

## Népesség
A település lakosságának változását az alábbi diagram mutatja:
| Lakosok száma | 356  | 434  | 410  | 309  | 228  | 168  | 224  | 222  | 239  | 234  |
|               | 1869 | 1890 | 1921 | 1950 | 1980 | 2001 | 2017 | 2019 | 2022 | 2024 |